# Jung-ho Kang
Kang Jung-ho (né le 5 avril 1987 à Gwangju, Corée du Sud) est un joueur d'arrêt-court et de troisième but des Pirates de Pittsburgh de la Ligue majeure de baseball. Il évolue précédemment comme arrêt-court pour les Nexen Heroes de l'Organisation coréenne de baseball de 2006 à 2014.

## Carrière

### Internationale
Avec l'équipe sud-coréenne, Kang remporte la médaille d'or en baseball aux Jeux asiatiques de 2010 à Guangzhou en Chine et aux Jeux asiatiques de 2014 à Incheon en Corée du Sud.

### Corée du Sud
Kang Jung-ho joue depuis le 8 avril 2006 pour les Hyundai Unicorns de la KBO, renommés Heroes à partir de 2008 et depuis connu sous le nom de Nexen Heroes. Il compte parmi les joueurs étoiles de la KBO chaque saison de 2010 à 2014 et reçoit le Gant doré du meilleur joueur défensif à l'arrêt-court lors des saisons 2010, 2012, 2013 et 2014.
En 116 matchs joués en 2014, il frappe pour ,364 de moyenne au bâton avec un pourcentage de présence sur les buts de ,457 et une moyenne de puissance de ,733. En plus de mener le baseball coréen dans cette dernière catégorie statistique, il établit cette saison-là deux records de la KBO pour un joueur d'arrêt-court avec 39 circuits et 115 points produits.

### Ligue majeure de baseball
Après la saison 2014, Kang a l'intention de poursuivre une carrière en Amérique du Nord dans la Ligue majeure de baseball. Le 22 décembre, les Pirates de Pittsburgh gagnent les droits exclusifs de négocier avec le joueur coréen après s'être engagé à verser plus de 5 millions de dollars US en compensation aux Nexen Heroes s'ils le mettent sous contrat dans les 30 jours. 
Le 16 janvier 2015, il signe un contrat de 11 millions de dollars pour 4 ans avec les Pirates. Il est le premier joueur de position à faire la transition de la KBO coréenne à la MLB nord-américaine. 

#### Saison 2015
Avec 15 circuits, 58 points produits, 60 points marqués et une moyenne au bâton de ,287 en 126 matchs, Kang termine au 3e rang du vote désignant la recrue de l'année de la Ligue nationale.
Il fait ses débuts dans les majeures le 8 avril 2015 pour Pittsburgh. Il réussit son premier coup sûr dans les majeures le 12 avril suivant aux dépens du lanceur Kyle Lohse des Brewers de Milwaukee et son premier circuit le 3 mai contre Trevor Rosenthal des Cardinals de Saint-Louis, un coup en solo qui crée l'égalité 1-1 en 9e manche d'un match que les Pirates perdent en 14e manche.
Il est nommé meilleur joueur recrue du mois de juillet dans la Ligue nationale. Au cours de cette période, sa moyenne au bâton de ,379 et ses 13 coups sûrs de plus d'un but sont les meilleurs totaux en un mois par un joueur des Pirates depuis Paul Waner (moyenne de ,381 et 14 coups sûrs de plus d'un but) en septembre 1926.
La première saison de Kang prend fin le 17 septembre 2015. Il est blessé durant un double jeu lorsque le coureur des Cubs de Chicago, Chris Coghlan, entre en collision avec lui au deuxième coussin. Kang doit être opéré pour une jambe gauche cassée et une blessure au ligament du genou. La blessure subie par Kang relance le débat sur les glissades autour des buts et la protection des joueurs de champ intérieur sur de tels jeux,, de la même façon que la sérieuse blessure subie en 2011 par Buster Posey de San Francisco avait entraîné un débat, puis un changement des règles pour améliorer la protection des receveurs lors de contacts au marbre avec un coureur.